# ماونت هولی (آرکانزاس)
ماونت هولی (به انگلیسی: Mount Holly) یک منطقهٔ مسکونی در ایالات متحده آمریکا است که در شهرستان یونیون، آرکانزاس واقع شده‌است. ماونت هولی ۷۹٫۸۶ متر بالاتر از سطح دریا واقع شده‌است.